# Greenfield (Minnesota)
Greenfield város az USA Minnesota államában, Hennepin megyében. Lakosainak száma 2903 fő (2020. április 1.).

## Története
Mielőtt Greenfield várossá vált, a terület eredetileg Greenwood Township néven volt ismert. A Minnesota Történelmi Társaság szerint Greenfieldet 1958. március 14-én jegyezték be városnak.

## Népesség
A település népességének változása:
| Lakosok száma | 215  | 2777 | 2903 |
|               | 1860 | 2010 | 2020 |